# گونتاموند
گونتاموند (زادهٔ پیرامون ۴۵۰ – درگذشتهٔ ۴۹۶) پادشاه وندال‌ها و آلان‌ها از ۴۸۴ تا ۴۹۶ و سومین پادشاه پادشاهی وندال در شمال آفریقا بود. او پس از عموی خود هونریک که به‌سبب رفتار ستمگرانه‌اش حمایت بیشتر جمعیت وندال را از دست داده بود به قدرت رسید.

## زندگینامه
گونتاموند نوهٔ گایسریک، بنیان‌گذار پادشاهی وندال در آفریقا و دومین پسر گنتو، چهارمین و کوچکترین پسر گایسریک بود. از آنجا که تمامی جانشینان گایسریک یا در سنین جوانی مرده بودند یا به‌دست هونریک که آنان را خطری برای حکومت خود می‌دید به‌قتل رسیده‌بودند، گونتاموند بزرگترین فرد زندهٔ مذکر قبایل هاسدینگی در زمان مرگ هونریک در ۴۸۴ بود. او علی‌رغم تمایل عمویش به جانشینی فرزند خود، بنابر قوانین وضع‌شده توسط گایسریک پس از هونریک به پادشاهی وندال‌ها و آلان‌ها رسید.
دوران حکومت گونتاموند تقریباً با آرامش سپری شد زیرا بیشتر دشمنان قدرتمند وندال‌ها یعنی ویزیگوت‌ها، اوستروگوت‌ها و امپراتوری بیزانس خود درگیر جنگ‌هایی خونین و طولانی‌مدت بودند و فرصتی برای حمله به پادشاهی وندال‌ها نداشتند. گونتاموند همچنین علی‌رغم آریان‌مذهب‌بودنش، به آزار و اذیت کاتولیک‌ها پایان بخشید و به اسقف‌های تبعیدی اجازهٔ بازگشت داد. همچنین اقتصاد داخلی وندال‌ها که در زمان هونریک رو به‌فروپاشی گذاشته بود با کارهای گونتاموند دستخوش رونق و ثبات شد.
با وجود این مورها در زمان حکومت گونتاموند سر به شورش برداشتند و او مجبور به سرکوب آنها شد، هرچند که این شورش‌ها پایان نیافت. او همچنین با استفاده از درگیری بین اودواکر و تئودوریک کبیر، درصدد تصاحب جزیرهٔ سیسیل برآمد اما اوستروگوت‌ها موفق به دورکردن نیروهای اعزامی وندال به این جزیره شدند.
گونتاموند در سال ۴۹۶ میلادی و در سن ۴۶ سالگی، به‌هنگام شکار گوزن درگذشت و پس از او برادرش تراساموند، که قابلیت‌های کمتری در مقایسه با گونتاموند در کشورداری داشت، جانشین او شد.